# Ostoja Stawiany
Ostoja Stawiany este o arie protejată (sit de importanță comunitară — SCI) din Polonia întinsă pe o suprafață de 1.194,49 ha, integral pe uscat.

## Localizare
Centrul sitului Ostoja Stawiany este situat la coordonatele 50°35′08″N 20°37′43″E / 50.5855°N 20.6285°E.

## Înființare
Situl Ostoja Stawiany a fost declarat sit de importanță comunitară în octombrie 2009 pentru a proteja 1 specie de plante și 6 specii de animale.

## Biodiversitate
Situată în ecoregiunea continentală, aria protejată conține 9 habitate naturale: Pășuni continentale udate de apa mării, Ape stătătoare oligotrofe până la mezotrofe, cu vegetație de Littorelletea uniflorae și/sau de Isoëto-Nanojuncetea, Ape puternic oligomezotrofe cu vegetație bentonică cu Chara spp., Lacuri eutrofice naturale cu vegetație de tip Magnopotamion sau Hydrocharition, Pajiști uscate seminaturale și facies de acoperire cu tufișuri pe substraturi calcaroase (Festuco-Brometalia) (* situri importante pentru orhidee), Pajiști cu Molinia pe soluri calcaroase, turboase sau argilos-nămoloase (Molinion caeruleae), Fânețe de joasă altitudine (Alopecurus pratensis, Sanguisorba officinalis), Pante stâncoase calcaroase cu vegetație casmofită, Păduri de stejar și carpen Galio-Carpinetum.
La baza desemnării sitului se află mai multe specii protejate:
- plante (1): Angelica palustris
- amfibieni (2): buhai de baltă cu burta roșie (Bombina bombina), triton cu creastă (Triturus cristatus)
- mamifere (2): castor (Castor fiber), vidră de râu (Lutra lutra)
- nevertebrate (2): Phengaris teleius, Vertigo angustior